# I'm Breathless
 (срп. Без даха, Ја сам Бретлес - превод је двосмислен) представља други саундтрек албум поп певачице Мадоне, који је изашао 22. маја 1990. године, у издању Sire Records. Издат је како би промовисао и пропратио филм Дик Трејси, који је екранизација истоименог стрипа, и у коме је, поред Ворена Битија, једну од главних улога, као Бретлес Махани, имала и Мадона. До данас је продат у процењено 7 милиона примерака. 

## Историја албума
Овај албум је донео крајње шокатну промену Мадониног стила, из модерне поп музике, у ретро звук 30их и 40их година, уз џез и кабаретске мелодије. Једини изузеци су "I'm Going Bananas", са истакнутим латино призвуком, и "Vogue", модерна денс химна која представља омаж Холивуду, свету славних, и најважније, плесу који се у то време усталио у америчким геј клубовима, под називом воугинг.
Песма је првобитно требало да буде Б-страна на синглу "Keep It Together", али у Мадониној издавачккој кући је процењено да је песма сувише квалитетна да би била протраћена као Б-страна, што се касније и испоставило као тачно.
Поднаслов албума је био Музика из и инспирисана филмом Дик Трејси. Ту су четири песме из филма: "Sooner or Later" (која је касније добила Оскара), "More", "What Can You Lose?" и "Now I'm Following You" (у којој је приметно највише измена - подељена је на два дела, а и у филму је не изводи Мадона).
Огроман успех сингла Vogue, који је први изашао са албума, у комбинацији са филмом Дик Трејси, као и Мадонином Blond Ambition турнејом је створило огроман публицитет колико за албум, тако и за саму Мадону. Албум је достигао друго место на Билборд 200 листи албума, достигавши платинасти статус за три месеца. Други сингл, Hanky Panky, упркос контроверзној теми, није успео да се дуго задржи на листи, а и убрзо се појавила Мадонина компилација највећих хитова The Immaculate Collection. Као последица, планирана два сингла "Sooner or Later" и "Now I'm Following You" су остављена у корист "Justify My Love" "Rescue Me". Мадона је изводила песме "Sooner Or Later", "Hanky Panky", "Now I'm Following You" и "Vogue" на својој већ поменутој Blond Ambition турнеји.
"Sooner Or Later" је добила Оскара 1991. године, а Мадона ју је и уживо извела на додели награда. Наступ је запамћен по њеној импресивној имитацији Мерилин Монро.
Песма "Something to Remember" касније се нашла на истоименој компилацији Мадониних балада.
Мадона је у интервјуу из 1998. године прокоментарисала да "воли сваку песму са тог албума".

## Списак песама
| #   | Име | Трајање |
| --- | --- | ------- |
| 1.  | Аутори: Мадона, Патрик Леонард Продуценти: Мадона, Патрик Леонард                                                              | 4:43    |
| 2.  | Аутор: Стивен Соденхајм Продуценти: Мадона и Бил Ботрел                                                                        | 3:20    |
| 3.  | Аутори: Мадона, Патрик Леонард Продуценти: Мадона и Патрик Леонард                                                             | 3:56    |
| 4.  | Мајкл Кернан, Енди Пели Продуценти: Мадона и Патрик Леонард                                                                    | 1:43    |
| 5.  | Аутори: Мадона, Патрик Леонард Продуценти: Мадона и Патрик Леонард                                                             | 4:05    |
| 6.  | Аутори: Мадона, Патрик Леонард Продуценти: Мадона и Патрик Леонард                                                             | 5:06    |
| 7.  | Аутори: Мадона, Патрик Леонард Продуценти: Мадона и Патрик Леонард                                                             | 5.13    |
| 8.  | Аутор: Стивен Соденхајм Продуценти: Мадона и Бил Ботрел                                                                        | 4:58    |
| 9.  | дует са Мендијем Патинкином Аутор: Стивен Соденхајм Продуценти. Мадона и Бил Ботрел                                            | 2:08    |
| 10. | дует са Вореном Битијем Аутори: Енди Пели, Џеф Лес, Нед Чефлин, Џонатан Пели Продуценти: Мадона и Патрик Леонард               | 1:35    |
| 11. | дует са Вореном Битијем Аутори: Енди Пели, Џеф Лес, Нед Чефлин, Џонатан Пели Продуценти: Мадона, Патрик Леонард, Кевин Гилберт | 3:18    |
| 12. | Аутори: Мадона, Шеп Петибон Продуценти: Мадона и Шеп Петибон                                                                   | 4:50    |

## Синглови
| #  | Име | Датум          |
| -- | --- | -------------- |
| 1. |     | 20. март 1990. |
| 2. |     | 30. јун 1990.  |

## Оцена критике
Албум је добио генерално добре критике, које су хвалиле Мадонину способност прилагођавања старе музике новом времену, као и њене вокалне могућности које су се показале импресивним у том тренутку. Роберт Кристго коментарише да "ова жена има дар за маскирање", док Rolling Stone тврди да "Мадона не звучи као да 'само глуми'" и да "ниједна звезда не би могла - а ни хтела - да направи овакав албум". Entertainment Weekly за албум има само речи хвале. All Music Guide даје помало конфузну критику. Наиме, упркос очигледном позитивном ставу, тврди да се не уздиже "од нумерица", и да једино "Vogue извлачи ствар", и албум добија оцену 2/5.

## Продаја
| Држава               | Највиша позиција на листи | Сертификација        | Продаја    |
| -------------------- | ------------------------- | -------------------- | ---------- |
| Аустрија             | 5                         | златан               | 25,000+    |
| Бразил               |                           | Златан               | 100,000+   |
| Канада               |                           | 2x Платинаст         | 200,000+   |
| Финска               |                           | Златан               | 37,039+    |
| Француска            |                           | 2x Златан            | 200,000+   |
| Немачка              | 1                         | Златан               | 150,000+   |
| Холандија            |                           | Златан               | 50,000+    |
| Норвешка             | 4                         |                      |            |
| Шведска              | 4                         |                      |            |
| Швајцарска           | 3                         | Златан               | 25,000+    |
| Уједињено Краљевство | 2                         | Платинаст            | 300,000+   |
| САД                  | 2                         | 2x Платинаст         | 2,000,000+ |
| СВЕТ                 |                           | [ 15 ] [ 16 ] [ 17 ] | 7,000,000+ |

## Сарадници на албуму

#### Особље
- Вокали: Мадона
- Додатни вокали: Менди Петинкин, Ворен Бити
- Бубњеви: Џефри Поркаро, Карлос Вега, Џон Герин
- Удараљке: Луис Конте
- Програмирање бубњева: Патрик Леонард
- Бас: Гај Прет, Абрахам Лаборијел, Боб Магнусон
- Бас Синт: Патрик Леонард
- Клавијатуре: Патрик Леонард
- Клавир: Бил Шнајдер
- Акустични клавир: Ренди Волдмен
- Тенор Саксофон: Боб Купер
- Алто Саксофон: Ејб Мост
- Саксофон: Дејв Боруф и Џеф Клејтон
- Кларинет: Ејб Мост и Малон Кларк
- Труба: Тони Теран
- Тромбон: Чарли Лопер
- Хај Хет: Џонатан Мофет
- Маријачи: Семјуел Ноласко и Ксејвијер Серано
- Пратећи вокали: Дона ДеЛори, Ники Харис, Џени Даглас МакРе, Н'Деа Давенпорт

#### Продукција
- Продукција: Мадона, Патрик Леонард, Бил Ботрел
- Микс: Брајан Малоуф
- Аранжман: Џереми Лубок